# توني لونجو
توني لونجو (بالإنجليزية: Tony Longo)‏ هو ممثل أمريكي، ولد في 19 أغسطس 1961 في الولايات المتحدة، وتوفي بنفس المكان في 21 يونيو 2015.

## أعمال

### أفلام
- (1992) طلقات سريعة
- (1996) ماحي[3]
- (2001) طريق مولهولاند[4][5]
- (2003) المبرد[6]
- (2003) كيف تخسرين رجلا في 10 أيام[7]

## وصلات خارجية
- توني لونجو على موقع IMDb (الإنجليزية)
- توني لونجو على موقع ألو سيني (الفرنسية)
- توني لونجو على موقع أول موفي (الإنجليزية)
- توني لونجو على موقع قاعدة بيانات الأفلام السويدية (السويدية)
- توني لونجو على موقع قاعدة بيانات الفيلم (الإنجليزية)
- توني لونجو على موقع كينوبويسك (الروسية)